# 나하 항만시설
나하 항만시설(Naha Port Facility, 那覇港湾施設 나하 고완시세쓰[*], 옛 나하 군항(Naha Military Port,, 那覇軍港)은 은 오키나와 나하시 가키노하나정(垣花町)과 야마시타정(山下町)에 걸쳐있는 나하 항에 속해 있는 주일 미국 육군의 시설으로, 시설관리코드는 FAC6064이다. 제599수송여단 예하 제833수송대대가 주둔하며 시설을 운영하고 있다.

## 역사
1945년 오키나와 전투에서 승리한 미국 주도의 연합군에게 점령된 후, 군항으로 이용하기 위해 정비하는 과정에서 1950년에 야라자모리성이 폭파되었다.
베트남 전쟁 당시에는 베트남으로 병력과 물자를 수송하는 주요 항만 중 한 곳으로 지정되어 오키나와 최대의 군항으로 운영되었고, 전후 1974년 제15차 미·일 안전 보장 협의 위원회에 참석한 국방부와 방위성 간부들은 조건을 붙여 나하 군항과 그외 군사 시설을 완전히 반환하는 것에 합의하였다. 이에 일부 토지를 반환받은 뒤, 오키나와 현청에서 국도 제331, 332호의 도로 확장와 국도 55호 나하 니시도로의 해저터널을 뚫었다.
시설 옮결 곳을 우라소에시 서해안으로 정하고 2001년 11월에 시청에서 승인하였다.
현재 주일 미국 육군과 나하 시청, 우라소에 시청은 항만 시설을 옮기는 계획을 진행하고 있다.

## 사진첩

2007년 월미도 분노 연습(Exercise Wolmi-do Fury)
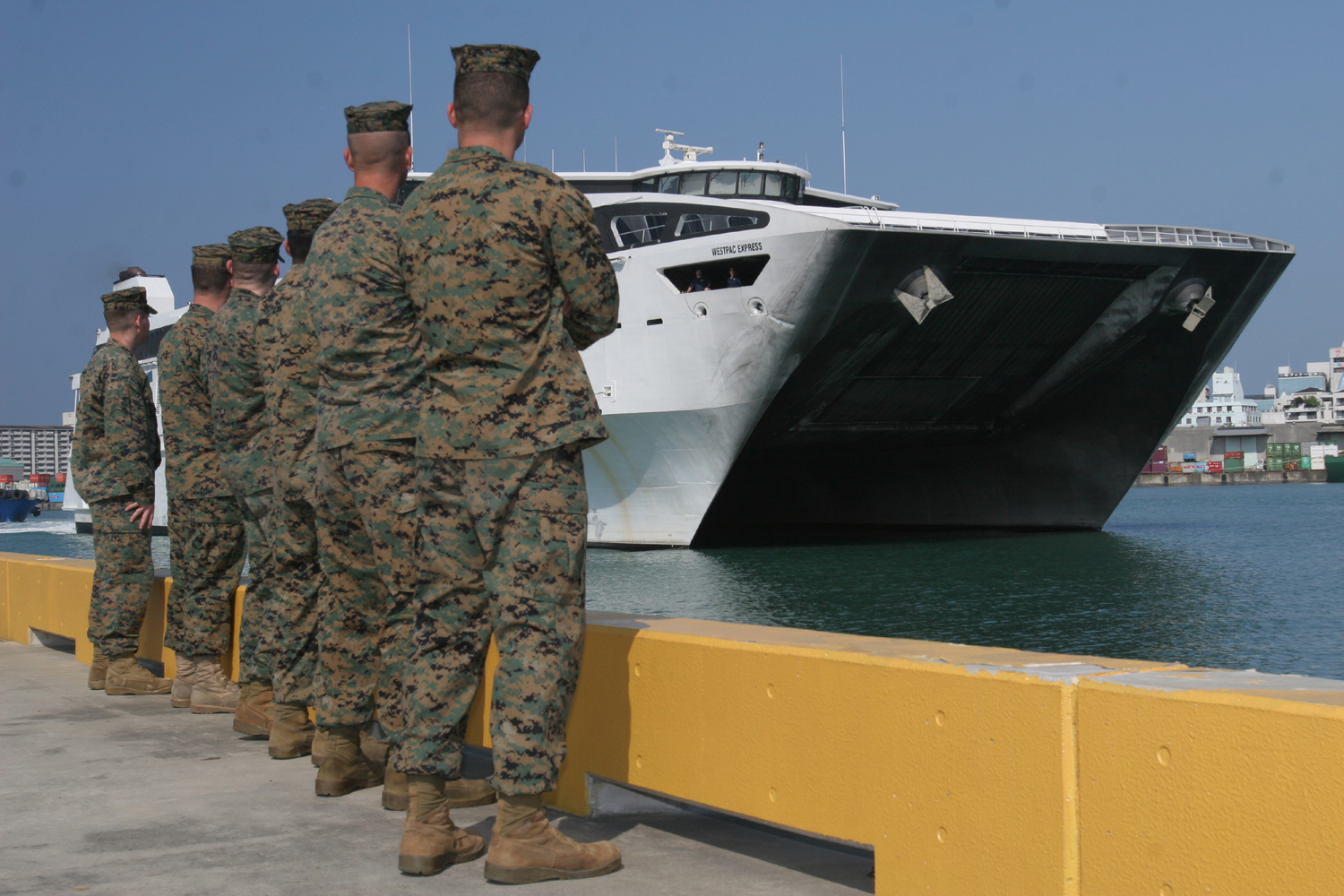
나하 선착장에 들어오는 고속정을 보고 있는 주일 해병대원들. 2007년 12월 2일 촬영
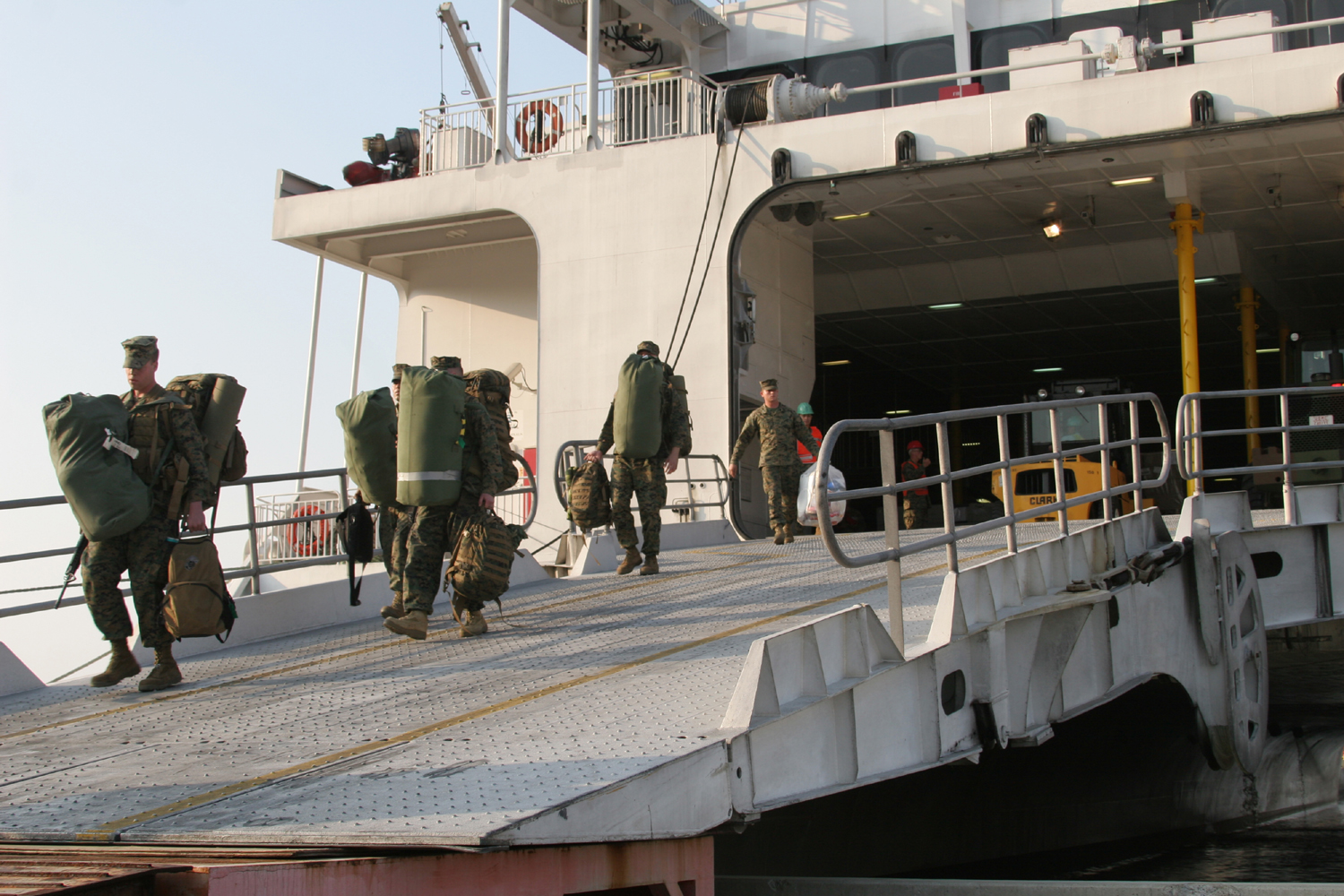
선착장에 정박한 고속정에서 하선하고 있는 해병대원들. 2007년 12월 2일 촬영

## 같이 보기
- 주일 미군의 시설 목록
- 화이트 비치 지구 - 주일 미국 육, 해군의 해변 항만시설
- 요코하마 북부선착장 - 주일 미국 육군의 혼슈쪽 항만시설

항만 시설 남서쪽에는 자위대의 시설이 있다.
- 나하 주둔지 - 육상자위대 제15여단
- 나하 공항 - 해상, 항공자위대

## 참고
- “FAC 6064 那覇港湾施設” (일본어). 오키나와 현청. 2019년 6월 30일에 확인함.